# Ratusz Starego Miasta w Brunszwiku

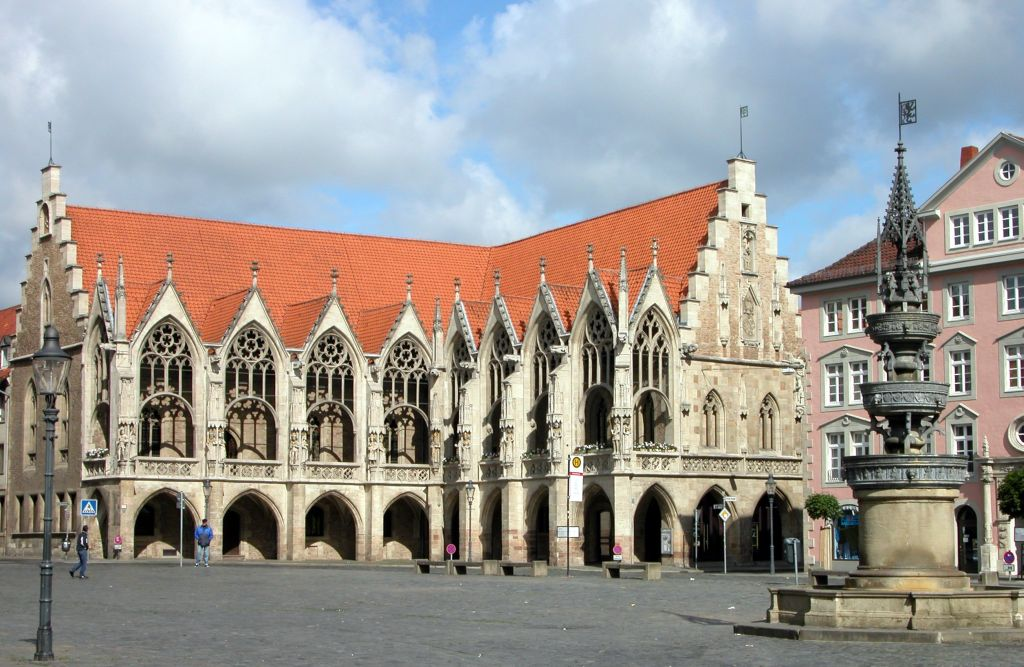
Ratusz Starego Miasta

Ratusz Starego Miasta w Brunszwiku (niem. Altstadtrathaus) – dawna siedziba rady miejskiej. Jest jednym z najstarszych ratuszów w Niemczech, którego początki dziejów sięgają XIII w. Zbudowany został dla jednego z najbogatszych i najbardziej wpływowych ośrodków miasta jednego z pięciu tzw. weichbildów Brunszwiku – Starego Miasta. Wraz z kościołem Świętego Marcina tworzy zachodnią pierzeję Rynku Starego Miasta – cennego zespołu zabytkowego miasta. Obecnie parter zajmuje Muzeum Miasta Brunszwiku, zaś pomieszczenia na piętrze stanowią miejsce dla uroczystych spotkań, ceremonii związanych z miastem i władzami miejskimi.
Pierwsza wzmianka o siedzibie samorządu miejskiego Starego Miasta pochodzi z 1253. W 1302 budynek ratusza został po raz pierwszy wymieniony w źródłach. Na miejscu dawnego drewnianego budynku wzniesiono nowy, murowany w stylu gotyckim, którego stanowi obecne skrzydło zachodnie. W latach 1393–1396, zostało zbudowane dwukondygnacyjne skrzydło północne. Obecny reprezentacyjny kształt ratusza jest rezultatem przebudowy w latach 1455–1468, w tym czasie powstały 17 kamiennych figury przypisywane rzeźbiarzowi Hansowi Hesse Młodszemu. Przedstawiają one władców z dynastii Ludolfingów oraz
Welfów wraz z małżonkami.

## Literatura
- Georg Dehio, Handbuch der deutschen Kunstdenkmäler, Bremen/Niedersachsen, 1977